# Kosmos 2298
Kosmos 2298, ruski komunikacijski satelit iz programa Kosmos. Vrste je Strijela-2M.
Lansiran je 20. prosinca 1994. godine u 05:11 s kozmodroma Pljesecka u Rusiji. Lansiran je u nisku orbitu oko planeta Zemlje raketom nosačem Kosmos-3M 11K65M. Orbita mu je 785 km u perigeju i 810 km u apogeju. Orbitna inklinacija mu je 74,03°. Spacetrackov kataloški broj je 23431. COSPARova oznaka je 1994-083-A. Zemlju obilazi u 100,82 minuta. Pri lansiranju bio je mase 900 kg. 
Dva su se komada odvojila i još su u orbiti. Prvi je u orbiti od 793 km u perigeju i 811 km u apogeju. Orbitna inklinacija mu je 74,01°. Spacetrackov kataloški broj je 23433. COSPARova oznaka je 1994-083-B. Zemlju obilazi u 100,91 minuta. Drugi je u orbiti od 805 km u perigeju i 824 km u apogeju. Orbitna inklinacija mu je 74,03°. Spacetrackov kataloški broj je 23434. COSPARova oznaka je 1994-083-D. Zemlju obilazi u 101,17 minuta. 

## Vanjske poveznice
- N2YO.com Search Satellite Database
- Celes Trak SATCAT Format Documentation (engl.)
- Kunstman  Arhivirana inačica izvorne stranice od 12. kolovoza 2019. (Wayback Machine) Satellites in Orbit (engl.)